# Flight Log
1977 januárjában jelent meg a Flight Log (vagy Flight Log (1966-1976)) című válogatásalbum, melyen a Jefferson Airplane mellett a Hot Tuna és a Jefferson Starship, valamint Paul Kantner, Grace Slick és Jorma Kaukonen dalai is hallhatóak. Annak ellenére, hogy válogatás, az utolsó dal, a Ron Nagle által írt Please Come Back korábban nem jelent meg. Mivel a Flight Log sosem jelent meg CD-n, ez a dal ma nagyon nehezen hozzáférhető.
A vendégzenészek közül Jerry Garcia és Mickey Hart a Grateful Dead, David Crosby pedig a CSNY tagja volt. Crosby csak egy, Garcia pedig három dalban játszott (ezek közül kettőben Hart is). Az eredeti csomagolásban volt egy tetszetős, színes, 12 oldalas füzet is, melyet az együttes(ek) 1966 és 1976 közötti képeivel illusztráltak. Az együttes összefoglaló történetét Patrick Sawyer, a Rolling Stone munkatársa írta.

## Az album dalai

### Első oldal
1. Come Up the Years (Marty Balin/Paul Kantner) – 2:30 (Jefferson Airplane Takes Off)
2. White Rabbit (Grace Slick) – 2:27 (Surrealistic Pillow)
3. Comin’ Back to Me (Marty Balin) – 5:15 (Surrealistic Pillow)
4. Won’t You Try/Saturday Afternoon (Paul Kantner) – 5:02 (After Bathing at Baxter’s)
5. Greasy Heart (Grace Slick) – 3:25 (Crown of Creation)
6. If You Feel (Marty Balin/Gary Blackman) – 3:30 (Crown of Creation)

### Második oldal
1. Somebody to Love (Live) (Darby Slick/Grace Slick) – 3:46 (Bless Its Pointed Little Head)
2. Wooden Ships (David Crosby/Paul Kantner/Stephen Stills) – 6:00 (Volunteers)
3. Volunteers (Marty Balin/Paul Kantner) – 2:03 (Volunteers)
4. Hesitation Blues (tradicionális) – 5:05 (Hot Tuna)
5. Have You Seen the Stars Tonight? (David Crosby/Paul Kantner) – 3:42 (Blows Against the Empire)

### Harmadik oldal
1. Silver Spoon (Grace Slick) – 5:40 (Sunfighter)
2. Feel So Good (Jorma Kaukonen) – 4:35 (Bark)
3. Pretty as You Feel (Joey Covington/Jack Casady/Jorma Kaukonen) – 3:07 (Bark)
4. Milk Train (Papa John Creach/Grace Slick/Roger Spotts) – 3:26 (Long John Silver)
5. Ja-Da (Keep on Truckin’) (Bob Carleton) – 3:40 (Burgers)

### Negyedik oldal
1. ¿Come Again Toucan? (David Freiberg/Grace Slick) – 3:13 (Manhole)
2. Sketches of China (Paul Kantner/Grace Slick) – 5:13 (Baron von Tollbooth & the Chrome Nun)
3. Genesis (Jorma Kaukonen) – 4:19 (Quah)
4. Ride the Tiger (Paul Kantner/Grace Slick/Byong Yu) – 5:06 (Dragon Fly)
5. Please Come Back (Live) (Ron Nagle) – 4:02

## Közreműködők
- A közreműködők listája megtekinthető az albumokat bemutató cikkekben.

### Produkció
- John Golden – keverés
- Roger Ressmeyer, Tony Lane, Jim Marshall, Dave Patrick, B. Beckhard, Jim Smircich, Charles Stewart, Randy Tuten – fényképek
- Craig DeCamps – design
- Acy R. Lehman – borítókép, művészeti vezető
- Paul Dowell – felszerelés
- Bill Thompson – menedzser
- Jacky Kaukonen – titkár
- Bill Laudner – szállítási vezető
- Pat Ieraci (Maurice) – produkciós vezető